# Lesniščina
Lesniščina (izvirno angleško Silvan Elvish) je umetni jezik angleškega pisatelja in jezikoslovca Johna Ronalda Reuela Tolkiena.